# La Mata (Kasztília-La Mancha)
La Mata egy község Spanyolországban, Toledo tartományban. La Mata Santa Olalla, Carmena, El Carpio de Tajo, Mesegar de Tajo és Carriches községekkel határos. Lakosainak száma 915 fő (2024).

## Nevezetességek
- A Keresztelő Szent János-plébániatemplom eredetileg a 16. században épült mudéjar stílusban, de mai külseje a 19. századból származik. Háromhajós, latin kereszt alaprajzú építmény. A főoltár retablója 1696-ban készült, 1987-ben felújították, de egy 1610-es leltárból tudni lehet, hogy már korábban is létezett egy másik retabló. Kiemelkedő értékei közé tartozik egy barokk orgona és egy 17. század, aranyozott ezüstből készült körmeneti kereszt.[2]
- A Szent Péter-kápolna szintén 16. századi, gótikus-mudéjar stílusú. Barokk retablójának szobrai festetlen fából készültek.[2]

## Népesség
A település népessége az utóbbi években az alábbiak szerint változott:
| Lakosok száma | 967  | 948  | 977  | 1053 | 1019 | 964  | 864  | 838  | 854  | 915  |
|               | 2001 | 2004 | 2007 | 2009 | 2012 | 2014 | 2017 | 2019 | 2022 | 2024 |